# You Make It Real
«You Make It Real» es el sexto sencillo de James Morrison, y el primero de su segundo álbum, Songs for You, Truths for Me. El sencillo fue lanzado una semana antes, en septiembre de 2008,  del lanzamiento del álbum. Akon realizó una versión de la canción en el Live Lounge en BBC Radio 1. La canción apareció en la banda sonora de la telenovela brasilera "Três Irmãs".

## Vídeo musical
El vídeo fue estrenado en septiembre y presentado por James en varios lugares en Los Ángeles. 
Comienza con Morrison dentro de una cabina, luego sale y camina hasta llegar a un hotel, después, aparece cantando en un escenario. El vídeo también muestra imágenes en las que Morrison se encuentra en un bar y un café. Finaliza cuando James aparece caminando solo.